# Beware! The Blob
Beware! The Blob (alternativamente titulada Beware The Blob, Son of Blob y Son of The Blob) es una secuela estrenada en 1972 del film de terror y ciencia ficción The Blob (1958). El film fue dirigido por Larry Hagman. El guion fue escrito por Anthony Harris y Jack Woods III, basado en una historia de Jack H. Harris y Richard Clair. Sin clasificar, originalmente clasificada como PG. La producción estuvo a cargo de Al Hamm.

## Argumento
El film empieza cuando un trabajador petrolero llamado Chester (Cambridge) vuelve a su hogar suburbano desde el Polo Norte, trayendo consigo un misterioso pedazo de material congelado hallado dentro de una bulldozer encontrado en algún sitio. Cuando lo lleva a un laboratorio para analizarlo, deja el contenedor de almacenaje en el congelador, pero por accidente "la Masa" (un nombre que está en la película original) se suelta y empieza a comer. Primero una mosca, luego un gato, más tarde a la novia de Chester y luego a Chester mismo. Lisa (Gilford) va hasta donde está (o estaba) Chester y en el proceso casi es devorada por la Masa, pero escapa, aunque nadie la cree, ni siquiera su novio Bobby (Walker). Mientras tanto, la criatura se dirige hacia el pueblo: algunas de sus víctimas incluyen dos hippies (Cindy Williams y Randy Stonehill) en un desagüe para tormentas, a un barbero (Sheley Berman) y su cliente (fuera de cámara), unos transeúntes (protagonizados por el director Hagman, Burguess Meredith y Del Close), un Maestro Scout (Dick Van Patten), una granja entera de pollos, un hippie en un cochecito (Gerrit Graham) y su novia (Carol Lynley). La ahora masiva Masa invade una bolera y una pista de patinaje (consumiendo docenas de personas en el proceso) y finalmente se detiene cuando Bobby activa el mecanismo de la pista de hielo congelando a la criatura.
El verdadero final de la película, que fue filmada con un equipo de televisión, termina con un pedazo de la masa escapando, sugiriendo la posibilidad de una continuación. De todas formas, la próxima película de "Blob" (lanzada en 1988) sería una remake de la original y no pertenece a la serie.

## Producción
El rodaje se llevó a cabo en los alrededores y en Diamond Bar, California y Pomona, California, a 30 millas de Los Ángeles. En una entrevista de la revista Fangoria, el guionista Anthony Harris admitió que buena parte del material de la película fue improvisado y lo escrito fue ignorado.
El único dato que se da de la creación de esta película es que fue dirigida por Hagman. Los otros créditos incluyen grandes programas de televisión. 
Dean Cundey, quién después trabajaría en las películas Halloween, The Thing, y Jurassic Park, trabajó como operador de cámara en Beware! The Blob.
El coprotagonista Del Close volvería a aparecer en el remake de The Blob de 1988.

## Relanzamiento
En 1982 el filme fue reestrenado con el lema "¡El film que lanzó J. R.!" en un intento de capitalizar el gran interés popular alcanzado por la serie de televisión que en ese momento protagonizaba Hagman, Dallas.

## Reparto
- Robert Walker como Bobby Hartford.
- Gwynne Gilford como Lisa Clark.
- Richard Stahl como Edward Fazio.
- Richard Webb como el Oficial Jones.
- Marlene Clark como Mariane Hargis.
- Gerrit Graham como Joe.
- J.J. Johnston como el Oficial Diputado Kelly.
- Dick Van Patten como el Maestro de Scout.
- Tiger Joe Marsh como el Turco Desnudo.
- Fred Smoot como  el Reparador.
- Randy Stonehill como el Cantante.
- Preston Hagman como Preston, el Scout.
- Larry Norman como el vendedor de la cafetería.
- Bill Coontz como William B. Foster.
- Shelley Berman como el Estilista.
- Godfrey Cambridge como Chester Hargis.
- Larry Hagman como el Vagabundo.
- Carol Lynley como Leslie.
- Bud Cort como el Invitado de Cumpleaños.
- Burgess Meredith como el Vagabundo.
- Conrad Rothmann como el Bombero.
- Danny Goldman.
- Rockne Tarkington.
- Tim Baar.
- Del Close.
- Cindy Williams.
- John Houser.
- Robert N. Goodman.
- Patrick McAllister.
- Byron Keith.
- Margie Adleman.